# تمناط (إيغرم ن أوكدال)
تمناط هي إحدى مشيخات المملكة المغربية، تتبع جغرافيا لإقليم ورززات وإداريًا لإيغرم ن أوكدال. يقدر عدد سكانها بـ 5120 نسمة حسب الإحصاء الرسمي للسكان والسكنى لسنة 2004.